# 프리드리히스하인크로이츠베르크구
프리드리히스하인크로이츠베르크프구(Friedrichshain-Kreuzberg)는 독일 베를린의 2번째 자치구이다. 2001년 베를린 행정 구역 개편으로 과거의 프리드리히스하인구, 크로이츠베르크구가 합쳐져서 형성되었다.